# Eulophia campbellii
Eulophia campbellii là một loài thực vật có hoa trong họ Lan. Loài này được Prain mô tả khoa học đầu tiên năm 1904.